# Цистов гроб Δ (Лете)
Цистов гроб Δ (на гръцки: Τάφος Δ) е древномакедонско погребално съоръжение, разположено в некропола на античния град Лете, в местността Дервент (Дервени) днес в Северна Гърция.

## Описание
Гробът е открит в 1962 година. Представлява почти квадратен цистов гроб, изграден от порести каменни блокове в три реда изодомен градеж. Покритието е от дървени греди и заковани за тях дъски. Стените на погребалната камера са измазани с бял гипс и украсени със синя лента. Освен погребания мъж, в гробницата има и женско погребение.

## Находки
Погребалните дарове включват оръжията на покойника, метални съдове - бронзова фиала, ситули, итмос, ойнохое с изображение от едната страна на бича, а от другата на женска глава, керамични и алабастрови съдове, венци с костена форма и златни или позлатени листа, златен статер на Филип II Македонски.